# Readjuster Party
De Readjuster Party was een links-populistische politieke partij in de Amerikaanse staat Virginia van 1877 tot 1895, die geleid werd door Harrison H. Riddleberger en William Mahone.
De partij dankte zijn naam aan het standpunt over schuldherschikking na de Amerikaanse Burgeroorlog tijdens de turbulente Reconstruction: terwijl de Conservatieven meenden dat Virginia zijn schuld integraal moest financieren, meenden de readjusters dat de staatsschuld opnieuw bekeken moest worden en dat Virginia moest investeren in scholen, met name voor Afro-Amerikanen.
De Readjuster Party genoot snel de steun van vrije zwarten, Republikeinen en populistische Democraten. In 1879 en opnieuw in 1881 won de partij een meerderheid in het Virginia House of Delegates. Van 1882 tot 1886 diende William E. Cameron als gouverneur. Mahone zetelde in de Amerikaanse Senaat van 1881 tot 1887, Riddleberger van 1883 tot 1889.
Met de Riddleberger Act van 1882 reduceerden de readjusters het basisbedrag van de staatsschuld en de interesten. De readjusters investeerden in onderwijs en stelden er zwarte leerkrachten aan. Ze vergrootten de toelage van de Virginia Agricultural and Mechanical College (nu Virginia Tech) en stichtten Virginia State University als zwarte tegenhanger. De discriminerende poll tax werd afgeschaft.
In 1883 verloor de Readjuster Party de parlementsverkiezingen en in 1885 verloren ze het gouverneurschap. De partij hield op te bestaan en de Democraten consolideerden, als opvolgers van de lokale conservatieve partij, alle politieke macht in Virginia.
Grote partijen:
Democratische Partij · Republikeinse Partij
Third party's:
America's Party · 
American Freedom Party · 
American Party · 
American Populist Party · 
American Solidarity Party · 
Black Riders Liberation Party · 
Christian Liberty Party · 
Citizens Party · 
Communist Party USA · 
Constitution Party · 
Democratic Socialists of America · 
Freedom Road Socialist Organization · 
Freedom Socialist Party · 
Groene Partij · 
Humane Party · 
Independent American Party · 
Justice Party · 
Libertarische Partij · 
Marijuana Party · 
Modern Whig Party · 
National Socialist Movement · 
New Afrikan Black Panther Party · 
New Black Panther Party · 
Objectivist Party · 
Pacifist Party · 
Party for Socialism and Liberation · 
Peace and Freedom Party · 
Pirate Party · 
Progressive Labor Party · 
Prohibition Party · 
Reform Party · 
Revolutionary Communist Party · 
Socialist Action · 
Socialist Alternative · 
Socialist Equality Party · 
Socialist Party · 
Socialist Workers Party · 
Unity Party · 
Veterans Party · 
Workers World Party ·
Working Families Party ·
World Socialist Party